# Золота Балка
Золота́ Ба́лка — село в Україні, у Новоолександрівській сільській громаді Бериславського району Херсонської області. Населення становить 1681 особа. Відстань до райцентру становить близько 29 км і переважно проходить автошляхом Т 0403.

## Географічне розташування і природні умови
Село Золота Балка розташоване на правому березі Каховського водосховища. Через Дніпро межує з Верхньорогачицьким районом Херсонської області. Відстань до Херсона 151 км, до найближчої залізничної станції Тік — 30 км, пролягає автошлях Херсон — Дніпропетровськ до якого 10 км. Для території характерні балки. На південно-східній околиці села балка Балка Золота впадає у річку Дніпро.

### Корисні копалини
Корисні копалини: камінь, вапняк, глина.

### Клімат
Клімат помірно континентальний, посушливий. Влітку сюди надходять повітряні маси з Північної Африки, Малої Азії й Балканського півострова, взимку — маси арктичного повітря, що спричиняють ранні осінні і пізні весняні заморозки. Під впливом азійського антициклону переважають вітри східних напрямків. Зима в основному тепла, малосніжна, осінь і весна часто сухі й сонячні. Середньорічна температура +8,8 °C, максимальна +40 °C, мінімальна до — 21, 5 °C.Тривалість без морозного періоду — пересічно 178 днів на рік. Середньорічна кількість опадів — від 300 до 401 мм.

### Флора і фауна
Вегетаційний період триває 200 днів. Природні умови сприяють вирощуванню зернових культур, розвитку баштанництва і виноградарства. Переважають південні чорноземи з лісовим підґрунтом. Степ майже повністю розораний. Цілинні типчаково—ковилові та полинові ділянки збереглися лише на схилах балок.
Степовою рослинністю є також кореневищні злаки (стоколос, пирій), бобові (конюшина, люцерна) різнотрав'я (гвоздика, молочай).
Основними деревними породами є сосна, біла акація. Лісова рослинність та чагарники ростуть на схилах долин, по балках.
Промисловими хутровими тваринами є заєць-русак, степовий тхір, лисиця. В степу водиться хом'як, крапчастий, сірий ховрах. З птахів зустрічаються чаплі, дикі гуси, перепели, дрофи, куріпки. У Дніпрі є риба: лящ, короп, судак, сом, карась, тарань, бичок.

## Історія
Перше поселення, що було знайдене біля с. Золота Балка виникло десь на рубежі III—II ст.. до н. е. в досить неспокійний час, який настав після ослаблення Скіфського царства Атея і для якого характерною була боротьба між наступаючими зі сходу сарматськими племенами та скіфами і активізація на заході кельтських та четських племен (докладніше див. Золота Балка (археологічна пам'ятка)).

### Козацька доба
Як повідомляє науковий співробітник Херсонського обласного архіву З.Орлова, територія на якій розташоване наше село, довго існувало «дике поле» і тільки французький інженер — мандрівник Боплан, шукаючи місця для будівництва укріпленої фортеці Речі Посполитої проти запорізьких козаків, виявив урочище під назвою Золота Долина.
У першій половині XVI століття Була створена Запорізька Січ, яка відігравала велику роль у боротьбі проти іноземних загарбників. Запорожці стали зачинателями в справі заселення і господарчого освоєння території, поблизу сучасного села Золота Балка. В основі економічної діяльності запорожців було скотарство, полювання, частково землеробство, рибальство. Після російсько-турецької війни 1768 — 1774 р. за Кючук-Кайнарджійським мирним договором, Росія одержала землі між Південним Бугом і Дніпром. З розширенням кордонів Росії, Запорізька Січ значно ослабла, та втратила своє значення передового загону у боротьбі проти загарбників.
Скориставшись цим, Катерина II, яка розглядала Запорізьку Січ як один з осередків визвольної боротьби українського народу від поневолення, дала наказ про зруйнування Січі. Цей ганебний наказ виконав генерал Текелій що повертався з турецького фронту, та генерал Федор Чорба, що був викликаний для цього з придушення повстання О.Пугачова. Царські війська оточили Запорізьку Січ 4-5(15-16).VI .1775 р. яка на той момент налічувала невелику кількість козаків. Не маючи сил боронитися, кошовий отаман Петро Іванович Калнишевський змушений був здати фортецю без бою. Разом зі старшиною його було заарештовано і на пропозицію Потьомкіна заслано довічно до Соловецького монастиря, де він помер на 113 році життя у 1803 р. Запорізьке військо було оголошено розпущеним. Землі Запорізької Січі царський уряд почав роздавати поміщикам, а козаків закріпачувати. Це спричинило до втечі 5 тисяч запорожців на підвладну Туреччині територію в гирлі Дунаю, де вони заснували Задунайську Січ.
Після ліквідації Запорізької Січі на місці теперішньої території села Золота Балка стояло кілька землянок колишніх запорожців, які жили з хліборобства та рибальства.

### Період російської окупації

#### XVIII століття
1780 рік. В селищі було 10 дворів і 50 «душ». В кінці XVIII століття почалося інтенсивне заселення південних степів України. Царський уряд прагнув якнайшвидше заселити пониззя Дніпра і впровадити тут кріпосницьку систему, тому роздавав російським поміщикам, чиновникам й офіцерам величезні земельні площі. Попит на пшеницю, вовну та іншу продукцію сільського господарства привертав на південь все нових і нових людей, які селились на вільних землях та заводили господарства.
1785 рік. Землі були віддані племіннику Потьомкіна, генерал-поручику Енгельгарду («Золотої», так зване село в відомостях Катеринославської межової контори, С. 145) Одержавши землю, поміщики переселяли сюди своїх кріпаків з російських і українських губерній.
1790 рік. В селі було 22 двори і 109 «душ» селян-кріпаків. З року в рік росте село, збільшується населення, все більш «з'являється відомостей про село Золота Балка». Провідною галуззю економіки було землеробство. Землевласник починає розорювати величезні площі цілинного степу. Виробництво товарного зерна (головним чином пшениці), яке мало збут всередині країни, а також йшло на експорт, штовхало генерал-поручика відводити величезні площі землі під пшеницю. Попит європейського ринку на вовну спонукав його розводити овець, переважно тонкорунних.
В 1795 році на карті Херсонського повіту значиться село Золота Долина, яке нараховувало 238 душ населення. Прагнучи одержати якомога більше товарного зерна, поміщики розширювали посівні площі за рахунок землекористування селян. Доведенні до зубожіння, найбідніші селяни вели свої господарства дуже примітивно. Більшість з них не мала ніякого реманенту. Великим лихом була посуха, часті неврожаї.
З 1799 року по 1856 рік посухи повторились 21 раз. Степ конав від спраги, селяни — з голоду. Становище селян було тяжким.

#### XIX століття
1810 рік. В присутності самого поміщика було точно установлені кордони Земельної дачі села Золота Балка і площа ораної землі з сінними покосами, це становило шість тисяч десятин. В селі було 44 двори, 125 «душ мужского пола» і 113 «женского». Медична допомога для переважної більшості населення краю була недоступною. Через недоїдання, тяжкий звичайний клімат, незадовільні житлові умови, відсутність будь-якого благоустрою населеного пункту, широко розповсюджувалися епідемічні хвороби. Часто спалахували епідемічні захворювання. Смертність серед населення, насамперед дітей, була високою.
У 1827 році в селі було збудовано кам'яний Вознесенський молитовний будинок.
Поселення села Золота Балка без спеціального плану. Основною їжею більшості населення був хліб, його порівнювали з сонцем, називали святим. Говорили: «Хліб — усьому голова». Біднякам хліба й кукурудзи із зібраного врожаю ледве вистачало на 8 місяців. Тому його випікали із суміші різного борошна — ячмінного, просяного та висівок. У середняцьких господарствах пшеничний і житній хліб споживали на весь рік. Яйця, масло, птиця йшли на продаж, щоб сплатити податки й придбати найнеобхідніші знаряддя та хатнє начиння. В селі сушили й в'ялили на сонці рибу, також солили її.

##### Кримська війна
Під час Кримської війни (1853 — 1856), що велася царською Росією проти коаліції держав у складі Англії, Франції, Туреччини і Сардинського королівства за розширення зміцнення позицій у районі Близького Сходу та Балкан, село Золота Балка виявилося одним з найближчих тилів, де зосереджувалися військові резерви, склади боєприпасів, через село проходили війська й ополченці на захист Севастополя. Війна ще більше погіршила економічне становище селян. У зв'язку з мобілізацією рекрутів та збільшенням податків селянські господарства розорювались: часті посухи, суховії, а з ними й неврожаї ставали постійними супутниками їхнього життя.

##### Період від Селянської реформи і до кінця XIX століття
1856 рік. За статистичними даними Херсонського губернського земства в селі Золота Балка було вже 118 дворів, 648 жителів, з них: 311 — чоловіків, 337 — жінок. Низька продуктивність праці кріпаків не задовольняла зростаючих потреб поміщицьких господарств у робочій силі. Тому ще в дореформений період поміщики використовували працю наймитів. Це були переважно зубожілі селяни з північних губерній України, яких злидні гнали на заробітки. «Строковим» сільськогосподарським робітникам доводилося працювати від зорі до зорі за мізерну плату одержували 15 карбованців.
Внаслідок реформи 1861 року, більшість землі залишилася у поміщика. За встановленими розмірами душових наділів селяни одержали 5,5 десятин ревізьку душу. Поміщик виділяв селянам гірші землі. За одержані наділи вони вносили викупні платежі. Вони щорічно сплачували державі волосні й мирські та інші податки, вносили викуп за наділи, одержані від поміщика. Причому до оформлення викупу вони вважалися тимчасово зобов'язаними і мусили виконувати різні повинності на користь пана.
Після реформи 1861 року населення в селі значно збільшились. Сюди на південь, потягнулося селянство з неродючих губерній (Чернігівської, Орловської). На початку 1863 року селяни села виявили «відкриту не поруку», бажаючи одержувати землю на кабальних умовах. Селяни заявили: «ця воля для нас гірше за неволю». Колишні кріпаки підпалили скирти панського вівса й сіна, а також вівчарню. В Золотій Балці, де на той час були багаті поміщицькі економії, населення до 1887 року зросло до 1112 осіб, діяла земська школа, у якій налічувалося 46 учнів, а в ближніх селах не було шкіл, основна маса була неписьменна.
Земська школа була побудована в 1888 році. Першими вчителями були: священик, він же наставник школи Любинський Дмитро, другим вчителем був Борейногорський Олександр. Хоча село Золота Балка було центром Золото-Балківської волості і на початку XX століття мало близько 1160 жителів, лікарні в ньому не було, діяв лише земський фельдшерський пункт. Більшість заселення залишалась неписьменною, хоч в селі налічувалося дві школи.
В 1888 році в селі налічуються 289 дворів, 1160 жителів (596 чоловіків і 566 жінок), волосна управа, православна церква, земська народна школа (учнів 107. з них 91 хлопчиків та 16 дівчаток), земська поштова станція, фельдшер, рибний завод, хлібний амбар, дві лавки, корчма. До залізничної станції 80 верств, пристань Малі Гирла — 4 верств. Маючи гостру потребу в грошах, необхідних для сплати викупних платежів, численних податків, оренда землі, селяни змушені були продавати не тільки надлишки, а й необхідні їм самим продукти своєї праці. І все ж грошей не вистачало. Селяни розорилися.
Капіталізовані поміщицькі господарства широко використовували найману працю. Охоче брали тих, у кого не лишилося у торбі навіть шматка хліба. Наймитам доводилося споживати найдешевші малоякісні страви. Найпоширенішим був кандьор — суп із пшоном. Вживаними стравами були також затірка, мамалига, борщ, галушки, пшоняна, ячна або кукурудзяна каші, як правило, незаправлені жиром. Галушки звичайно готувались насіяного ячного борошна, з них стирчали остюки, тому наймити називали їх «небритими». Лише у святкові дні заробітчанам у незначній кількості давали на обід м'ясо й молоко. Робочий день тривав 10 годин, заробітна плата була низькою. Найгірше жилося бідності, яка потрапляла в кабалу до багатіїв. Восени в селі відбувалися десятки торгів, коли за несплату боргів з молотка продавалося майно селян. Поміщики за безцінь орендували майно селян.

##### Селянське повстання 1898 року
На кінець XIX століття, в 1898 році, в Золотій Балці відбувся розгром поміщицької економії, який прогримів на весь південь України. Керуючий економії поміщиці Ізмайлової, Савельєв, жорстокого пригнічував селян села, не здавав землю в оренду, які були йому не до вподоби, забирав самовільно сільську худобу, займався незаконними поборами і так далі. І ось 31 травня 1898 року, коли службовці маєтку виганяли селянських коней, селяни великою юрбою, близько 200 осіб, озброєні дрючками, на чолі з селянином Єфремом Зуєм напали на службовців і загрожували розгромом, вимагали видати коней. Службовці заховались за воротами економії. Селяни поламали ворота і розгромили економію. Повстання було жорстоко придушено. В Херсонській «Юг» 8 червня 1899 року повідомлялось, що після року слідства і тюремного ув'язнення із 24 заколотників (як їх звали) розгрому 19 засуджено до позбавлення всіх прав і віддачі в арештантські роти, а три до довічного ув'язнення.
В 1899 році землі селян Золотої Балки були володіннями княгині Святополк-Мирської, які налічували близько 8190 десятин землі. Землю обробляли наймити та відробітками.

#### XX століття
1905 рік. Роки реакції були одним з найтяжчих періодів у житті селян. На відруби в основному пересилилися місцеві багатії. Не маючи тяглової сили, біднота продавала або здавала в оренду свої земельні наділи. Щоб прохарчуватися, розорені селяни змушені були наймитувати.
Весною і влітку 1905 року селяни вимагали загального виборчого права, зниження податків та орендної плати. Вони вдавалися й до рішучіших методів боротьби: захоплення поміщицьких земель, випасів худоби.
16 грудня 1906 року було зроблено напад на економію «Щевлеватом», де було взято 17 вівці на суму 119 карбованців. А 17 грудня напад повторено, але вже взято 103 вівці на суму 721 карбованець. В добротних будинках, критих червоною черепицею, бляхою, жили багатіші жителі села і торговці. В селі була церква, збудована на кошти селян, волосна управа, крамниці.
Сільська біднота мешкала, переважно в землянках, зведених з саману й вкритих соломою або очеретом. Свої хати вона прикрашала розписом, зокрема майстерно розмальовувалась комини й наличники. В кожній оселі на стінах висіли вишивані рушники, на яких переважав рослинний орнамент, зображувалися дніпровські заплави, лебеді.
В 1906 — 1907 роках в селі Золота Балка було 251 двір, населення: 842 чоловіка, 796 жінки, належало їм 539 десятин землі. Багато селян було безземельних і малоземельних. Із поданих вище даних випливає, що їм належало лише по дві десятини на двір землі.
Запровадження столипінської аграрної реформи посилило дальший процес розташування села, сприяло зростанню заможних селян. Місцеві багатії прибрали до своїх рук земельні ділянки сільської бідності. Вони забирали землю у розорених податками селян, а потім здавали їм же в оренду. Безземельні селяни поповнювали ряди наймитів, які в пошуках заробітків йшли найматися на роботу до поміщицьких економій та заможних селян, або ж виїжджали в міста.
Напередодні першої світової війни Золота Балка вже було великим селом з населенням 1700 осіб. Село розташовувалося в балці, за рельєфом балки розташовані три вулиці. Тут розміщалися волосна управа, приватні лавки, стояли добротні будинки місцевих багатіїв. Більшість жителів села, жила в мазанках: збудовані з саману, мали глиняні долівки й дах, маленькі віконця. В хаті стояли саморобні дерев'яні меблі — ослін, лава, ліжко. Мазанки були вкриті очеретом або соломою.

##### Період Першої світової війни
Під час першої світової війни населення села Золота Балка значно скоротилася внаслідок мобілізації до діючої армії багатьох чоловіків призовного віку. Чимало з них загинуло в боях, або потрапляло в полон. У селі залишилися жінки, діти й старі. Їм було не під силу обробляти землю примітивним знаряддям і при нестачі тягла.
Напередодні Жовтневого перевороту 1917 року в селі Золота Балка значиться 270 дворів, населення: 722 — чоловіка, 871 — жінка.

### Сучасність
2022 року село було окуповано російськими військами під час повномасштабного вторгнення РФ до України. Було звільнено силами ЗСУ 3 жовтня 2022 року.

### Переселення українців з території Західної України
В 1951 році в результаті Радянсько-польського обміну ділянками територій на територію Золотої Балки було насильно переселено мешканців села Кривка, Нижньо-Устрицького району, Дрогобицької області (нині територія Польщі, Бершадський повіт, Гміна Літовищі.
Навіть сьогодні та частина села, на якій мешкають переселенці та їх нащадки, у народі називається «Кривка».

## Населення
Згідно з переписом УРСР 1989 року чисельність наявного населення села становила 1692 особи, з яких 807 чоловіків та 885 жінок.
За переписом населення України 2001 року в селі мешкала 1681 особа.

### Мова
Розподіл населення за рідною мовою за даними перепису 2001 року:
| Мова            | Кількість | Відсоток |
| --------------- | --------- | -------- |
| українська      | 1617      | 96.19%   |
| російська       | 58        | 3.45%    |
| білоруська      | 5         | 0.30%    |
| інші/не вказали | 1         | 0.06%    |
| Усього          | 1681      | 100%     |

## Символіка
Затверджена 19 березня 2012 року рішенням № 142 сесії сільської ради.

### Герб
У лазуровому полі золотий козацький човен-байдак під вітрилом на золотій хвилі, над човном 3 золоті квітки степового тюльпану Шренка, один над двома; у зеленій базі — золотий селянський плуг-орало. Щит обрамовано декоративним картушем i увінчано сільською короною. Внизу картуша хвиляста срібна стрічка з написами «Золота Балка» та датою «1780». Навколо стрічки з обох боків жовті квітки тюльпанів із зеленими стеблами та листям.
Головною фігурою герба є золотий козацький байдак, який рухається вперед по золотій хвилі, тим самим з'єднуючи давню історію з сучасністю та майбутнім жителів села. Човен-байдак символізує козацьке минуле поселення, у якому стояли сторожові пости Січей. Зверху байдак півколом обіймають зображення трьох стилізованих золотих квіток тюльпана Шренка (інша назва — Скіфський тюльпан). Вони символізують три села: Малі Гирла, Великі Гирла та Золота Балка, які під час утворення Каховського водосховища 1952 р. були перенесені на нове місце і сформували село із назвою Золота Балка. Плуг-орало відображає давню легенду нашого краю про те, що степовикам-скіфам з неба впав золотий плуг, тим самим перетворивши їх із кочівників у орачі.

### Прапор
Квадратне полотнище розділене горизонтально на два поля — синє і зелене у пропорціях 2:1; у синьому полі три жовті квітки степового тюльпана Шренка, одна над двома; у зеленому полі — жовтий плуг-орало.

## Видатні мешканці
- Сафат Добжанський — стрілець УПА
- Василь Якубишин — стрілець УПА
- Василь Періг — стрілець УПА
- Григорій Юристовський — стрілець УПА
- Марія Кузьо — краєзнавець, активістка Народного руху України і борець за незалежність України, письменниця, переселенка з села Кривка.

В селі народився Хорунжий Михайло Іванович — український педагог і літератор.